# デジタル庁令
デジタル庁令（デジタル庁令）とは、内閣総理大臣がデジタル庁設置法第7条第3項に基づいて発するデジタル庁の命令。

## 概要
デジタル庁令は、デジタル庁に係る主任の行政事務について、法律若しくは政令を施行するため、又は法律若しくは政令の特別の委任に基づいて内閣総理大臣が制定する。
デジタル庁令には、法律の委任がなければ、罰則を設け、または義務を課し、もしくは国民の権利を制限する規定を設けることができない（デジタル庁設置法第7条第4項）。
省令とは異なり、国家行政組織法12条1項を根拠法とするものではない。根拠法は異なるものの、省令、内閣府令及び復興庁令や、かつての総理府令及び法務府令と同等の位置づけである。
したがって、法形式上の優劣関係は以下のようになる。
憲法 > 条約 > 法律 > 政令>内閣官房令・内閣府令・デジタル庁令・復興庁令・省令・外局の規則（委員会規則・庁令）>条例>地方公共団体の規則等